# Car 54, Where Are You? (film)
Car 54, Where Are You? is een filmkomedie uit 1994 in regie van Bill Fishman, gebaseerd op de gelijknamige televisiereeks. De film kreeg voornamelijk negatieve recenties.

## Synopsis
De roekeloze Gunther Toody en de ordentelijke Francis Muldoon, twee politieagenten, worden door kapitein Anderson aangewezen om burger Herbert Hortz te beschermen. Herbert is een belangrijke getuige in een aankomende rechtszaak tegen maffiabaas Don Motti.

## Rolverdeling
| Acteur           | Personage       |
| ---------------- | --------------- |
| David Johansen   | Gunther Toody   |
| John C. McGinley | Francis Muldoon |
| Fran Drescher    | Velma Velour    |
| Nipsey Russell   | Dave Anderson   |
| Rosie O'Donnell  | Lucille Toody   |
| Al Lewis         | Leo Schnauser   |
| Daniel Baldwin   | Don Motti       |
| Jeremy Piven     | Herbert Hortz   |
| Tone-Lōc         | taxibestuurder  |
| Ramones          |                 |
| Penn & Teller    | de Luthers      |
| Mojo Nixon       |                 |

## Trivium
Oorspronkelijk zou de film een musical zijn, maar Orion Pictures besloot uiteindelijk na de meningen van een testpubliek en de filmmonteurs om het grootste gedeelte van de liedjes te schrappen.

## Nominaties
| Westrijd                     | Categorie                       | Ontvanger(s)    | Resultaat   | Ref.  |
| ---------------------------- | ------------------------------- | --------------- | ----------- | ----- |
| Golden Raspberry Awards 1994 | Worst Supporting Actress        | Rosie O'Donnell | Gewonnen    | [ 4 ] |
| Stinkers Bad Movie Awards    | Worst Picture                   | Robert H. Solo  | Genomineerd |       |
| Stinkers Bad Movie Awards    | Worst Actress                   | Rosie O'Donnell | Genomineerd |       |
| Stinkers Bad Movie Awards    | Worst Resurrection of a TV Show | Robert H. Solo  | Gewonnen    |       |